# Ozera (obwód połtawski)
Ozera (ukr. Озера) – wieś na Ukrainie, w obwodzie połtawskim, w rejonie połtawskim, w hromadzie Kobelaky. W 2001 liczyła 1280 mieszkańców, wśród których 1224 wskazało jako ojczysty język ukraiński, 48 rosyjski, 3 mołdawski, 2 ormiański, 2 grecki, a 1 inny.